# Monobryozoon sandersi
Monobryozoon sandersi är en mossdjursart som beskrevs av Jean-Loup d'Hondt och Hayward 1981. Monobryozoon sandersi ingår i släktet Monobryozoon och familjen Monobryozoontidae. Inga underarter finns listade i Catalogue of Life.